# Михайлов, Владимир Михайлович (композитор)
Влади́мир Миха́йлович Миха́йлов (23 сентября 1942, Джамбул, КазССР, СССР — 20 октября 2021, Москва, Россия) — советский и российский композитор и дирижёр. Народный артист Российской Федерации (2004).

## Биография
Владимир Михайлов родился 23 сентября 1942 года в Джамбуле.
Окончил Харьковский государственный институт искусств (1960–1965; оркестровый факультет по классу альта; класс доцента Ф. Хомицера, затем класс проф. С. Кочаряна). Параллельно занимался как композитор и теоретик у проф. М.Д. Тица и проф. Д.Л. Клебанова.
Был главным дирижёром цирковых оркестров в Харькове, Запорожье, Днепропетровске, в Московском цирке на Цветном бульваре, Государственного эстрадного оркестра Грузии «Рэро».
С 1992 года — главный дирижёр Большого Московского Цирка на проспекте Вернадского. Писал также песни, музыку для кинофильмов и спектаклей.
С 2006 года дирижировал программой, созданной Анатолием Кальварским для джазового трио и симфонического оркестра. В концертах в разное время принимали участие: Давид Голощекин, Анатолий Кролл, Игорь Бутман и другие джазовые музыканты.
Скончался 20 октября 2021 года в возрасте 79-ти лет от острой сердечно-сосудистой недостаточности. Похоронен 22 октября на Троекуровском кладбище.

## Сочинения

### Музыкальные сочинения
- Мюзикл «Обвиняются в любви» по пьесе Олега Левицкого
- Мюзикл «Ночлежка» по пьесе Александра Марьямова

### Музыка к кинофильмам
- Музыка к х/ф Левона Григоряна «Королева»
- Музыка к т/ф Алексея Габриловича «Цирк моих внуков»
- Музыка к фильму «Мужчины и все остальные» Вахтанга Кикабидзе

### Музыка для цирковых спектаклей
- «Берегите клоунов», авт. Ю.Никулин и О.Левицкий
- «Я работаю клоуном», авт. А.Николаев

### Музыка для цирковых аттракционов
- «Среди хищников» В.Запашного
- «Среди львов» Б.Бирюкова
- Иллюзионного ревю «Дарю вам чудо» Э.Кио

Автор инструментальных произведений для различных составов оркестров и ансамблей в разнообразной стилистике, а также песен на стихи Е.Долматовского, Р.Рождественского, И.Шаферана, Н.Добронравова, Ю.Воронова и др.

## Звания и награды
- Заслуженный деятель искусств Российской Федерации (1 декабря 1994) — за заслуги в области искусства;
- Народный артист Российской Федерации (2004);
- Действительный член Академии циркового искусства (2005)
- Орден Дружбы (2010);
- Золотая медаль Союза Московских композиторов (2012).